# Андрей Иванович (князь серпуховский)
Андре́й Ива́нович (4 июня 1327 — 6 июня 1353) — младший сын великого князя Московского Ивана Калиты и его первой супруги княгини Елены. Рюрикович в XIV колене.
Первый удельный князь Серпуховский в 1341—1353 годах.

## Биография
Родился 4 июня 1327 года.

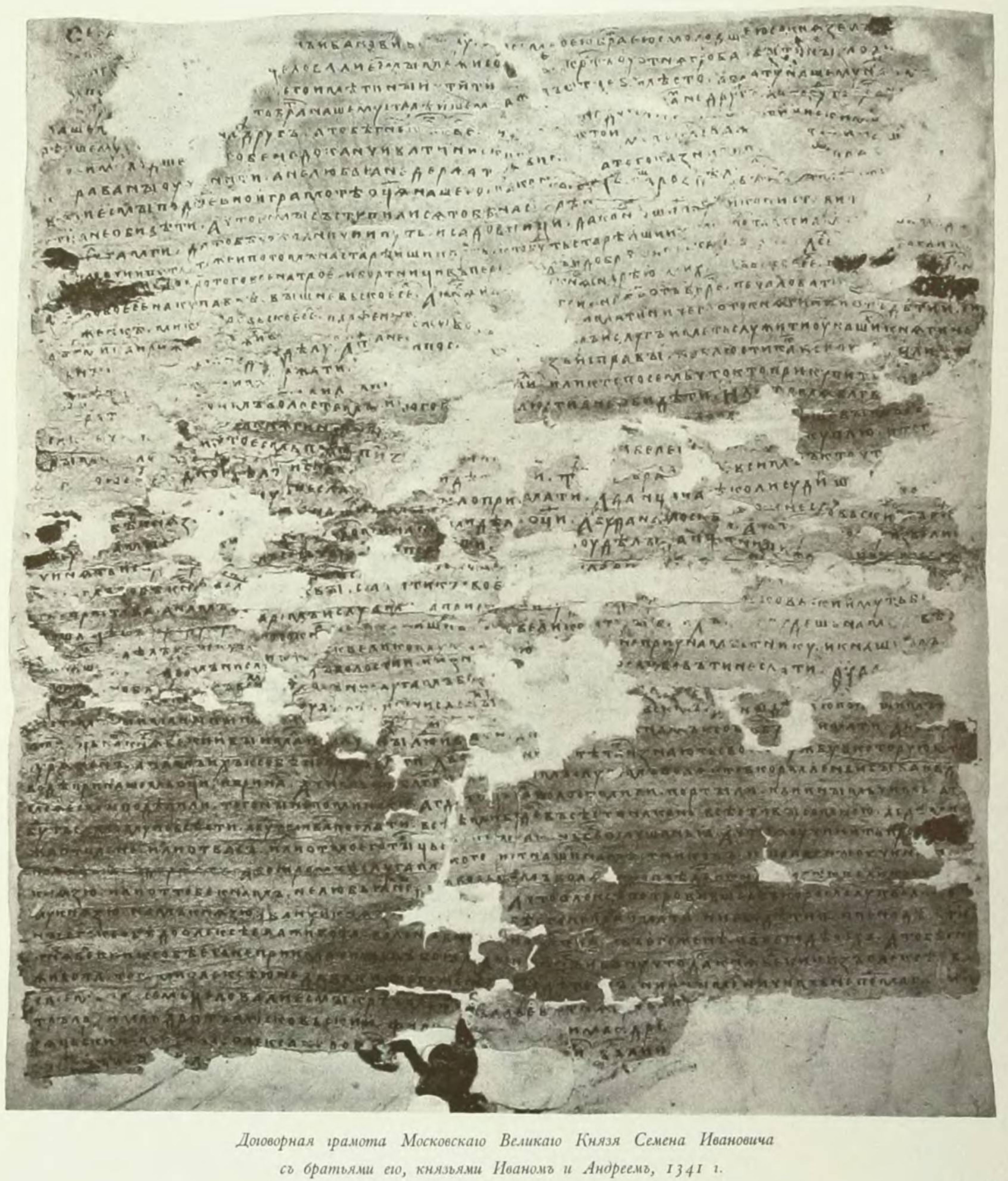
Договорная грамота Семена Гордого с братьями Иваном и Андреем (1341)

В 1339 году посылался отцом в Новгород Великий, а осенью вместе с братьями Семёном Гордым и Иваном Красным — в Орду, откуда вернулся с «пожалованием». В 1341 году сопровождал в Орду своего старшего брата — Семена Ивановича Гордого, получившего ярлык на великое княжение. С ним же ещё дважды был в Орде: в 1344 и 1347 годах.
Умер в Москве 6 июня 1353 года во время той же эпидемии чумы, которая унесла его брата Симеона Гордого, двух его маленьких сыновей и митрополита Феогноста. Похоронен в Архангельском соборе Московского Кремля.

## Семья
Андрей Иванович был женат дважды. Первая жена — Юлиана, дочь Ивана Фёдоровича, князя Галицкого. Вторая жена (с 1345 года) — Мария (ум. 2 декабря 1389, в иночестве Марфа, погребена в церкви Рождества в монастыре Богородицы, что на рву), дочь Константина Васильевича, князя Ростовско-Борисоглебского.
Дети:
- Иоанн (умер в 1358 году), умер в юности;
- Владимир Андреевич Храбрый (1353—1410) — удельный князь Серпуховский, Дмитровский, Галицкий, Боровский и Углицкий.